# Mike Angelidis
Michael „Mike“ Angelidis (* 27. Juni 1985 in Woodbridge, Ontario) ist ein ehemaliger kanadischer Eishockeyspieler und -scout, der im Verlauf seiner aktiven Karriere zwischen 2002 und 2018 annähernd 750 Spiele in der American Hockey League (AHL) auf der Position des linken Flügelstürmers bestritten hat. Darüber hinaus absolvierte Angelidis insgesamt 14 Partien für die Tampa Bay Lightning in der National Hockey League (NHL).

## Karriere

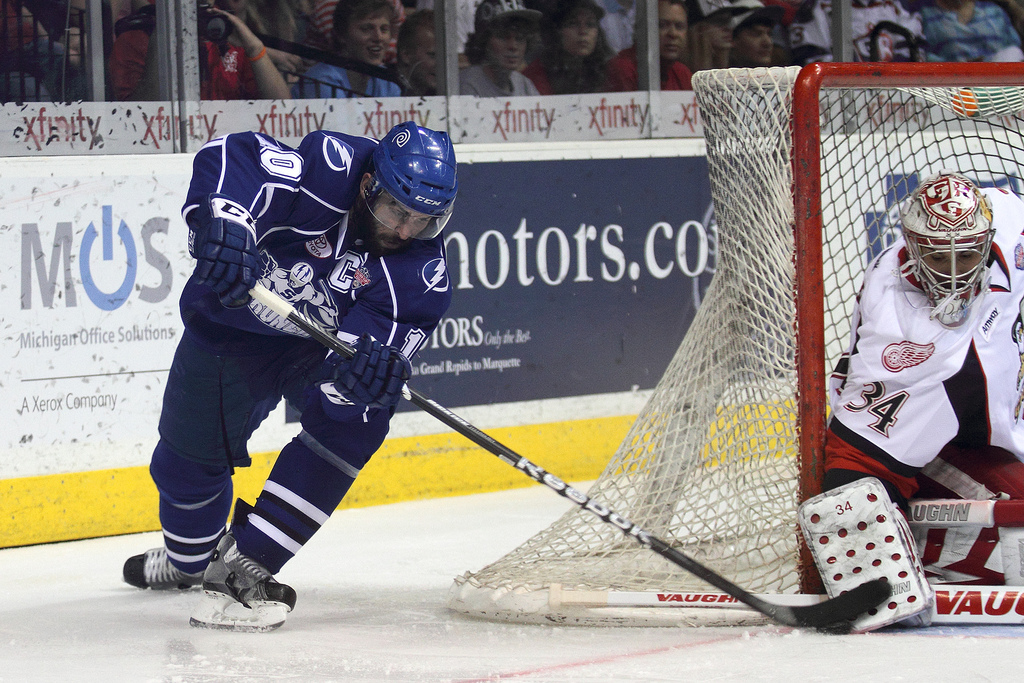
Angelidis (links) im Trikot der Syracuse Crunch (2013)

Angelidis verbrachte seine Juniorenzeit von 2002 bis 2006 bei den Owen Sound Attack in der Ontario Hockey League (OHL). Binnen der vier Jahre absolvierte der Stürmer 270 Partien für die Attack und kam dabei auf 158 Scorerpunkte. Für sein soziales oder gesellschaftliches Engagement wurde er am Ende der Saison 2005/06 mit dem Dan Snyder Memorial Trophy ausgezeichnet. Als Preisträger der OHL qualifizierte er sich damit auch für die Auszeichnung zum CHL Humanitarian of the Year der gesamten Canadian Hockey League. Dort setzte er sich gegen die Sieger der Western Hockey League (WHL) und Ligue de hockey junior majeur du Québec (LHJMQ) durch.
Ungedraftet wechselte der Kanadier zur Saison 2006/07 in den Profibereich, wo er im Juli 2006 einen Vertrag bei den Carolina Hurricanes aus der National Hockey League (NHL) unterschrieb. Dort wurde er zunächst in der ECHL bei den Florida Everblades eingesetzt, spielte aber alsbald im Farmteam Albany River Rats in der American Hockey League (AHL). Diesem gehörte er bis zum Ende der Spielzeit 2009/10 ausschließlich an. Als Free Agent wechselte Angelidis im Sommer 2010 in das Franchise der Tampa Bay Lightning. Dort war er in den folgenden Jahren fester Stammspieler der Farmteams – zwischen 2010 und 2012 den Norfolk Admirals und zwischen 2012 und 2016 den Syracuse Crunch – in der AHL. Mit den Admirals gewann er im Frühjahr 2012 den Calder Cup. In den insgesamt sechs Jahren in der Organisation Tampas kam er ab der Spielzeit 2011/12 immer wieder zu NHL-Einsätzen für die Lightning.
Im August 2016 wechselte der Angreifer schließlich zu den Stockton Heat in der AHL, nachdem er über den Sommer keine Anstellung bei einem NHL-Franchise gefunden hatte. Nach Erfüllung des Jahresvertrags wechselte Angelidis im Sommer 2017 zum italienischen Klub HC Bozen in die Erste Bank Eishockey Liga (EBEL). Nach einer Spielzeit im Trikot der Südtiroler und dem Gewinn der Meisterschaft beendete der 33-jährige Kanadier seine aktive Karriere. In der Folge war er zwischen 2018 und 2020 zwei Jahre lang als Scout für die Tampa Bay Lightning aktiv.

## Erfolge und Auszeichnungen
| - 2006 Dan Snyder Memorial Trophy - 2006 CHL Humanitarian of the Year - 2012 Calder-Cup-Gewinn mit den Norfolk Admirals | - 2016 Teilnahme am AHL All-Star Classic - 2018 EBEL-Meisterschaft mit dem HC Bozen |

## Karrierestatistik
(Legende zur Spielerstatistik: Sp oder GP = absolvierte Spiele; T oder G = erzielte Tore; V oder A = erzielte Assists; Pkt oder Pts = erzielte Scorerpunkte; SM oder PIM = erhaltene Strafminuten; +/− = Plus/Minus-Bilanz; PP = erzielte Überzahltore; SH = erzielte Unterzahltore; GW = erzielte Siegtore; 1 Play-downs/Relegation; Kursiv: Statistik nicht vollständig)